# 写真小史
『写真小史』（しゃしんしょうし、原題：Kleine Geschichte der Photographie）は、ドイツの批評家、ヴァルター・ベンヤミンが1931年に発表した著書。写真史を語る上で欠かすことの出来ない評論書の一つである。
ドイツの週刊新聞『文学世界』1931年9月18日号、9月25日号、10月2日号に掲載されたものが元になっている。
それまでの芸術にあった「いま・ここ」という1回性（アウラ）が写真などの複製技術の登場によって消滅していく過程を説き、一方で写真の新たな可能性、使命について考えている。

## 日本語訳
- 『ヴァルター・ベンヤミン著作集』（晶文社）に収録。文章のみ
- 新訳は『ベンヤミン・コレクションI　近代の意味』（久保哲司訳、ちくま学芸文庫、1995年）に収録。ISBN 4480082166
  - 1998年に、本文中で言及されているウジェーヌ・アジェ、アウグスト・ザンダーなどの写真家の作品を掲載し、決定版での『図説 写真小史』（編訳、同上、ISBN 4480084193）が刊行。解説は金子隆一（写真評論家）。
『図説 写真小史』では、「写真小史」以外にも、そこで言及されているブロースフェルト、アジェ、ザンダーらの写真集の序文（ベンヤミンの論文ではない）を収録、当時の写真批評についても理解することができるようになっている。